# Sexual Healing (South Park)
Sexual Healing is de première van het veertiende seizoen van de Amerikaanse animatieserie South Park, en de 196e algemene aflevering van de serie. De titel van de aflevering is afgeleid van het gelijknamige lied van soulzanger  Marvin Gaye. De aflevering gaat over het seks-schandaal omtrent de golfer Tiger Woods

## Verhaal
De nieuwe editie van de Tiger Woods PGA Tourserie van videospellen bevat elementen van de vermeende fysieke woordenwisselingen die Woods had met zijn vrouw over zijn buitenechtelijke relaties, en lijkt meer op een vechtspel dan een golfsimulatie. Cartman, Stan en Kenny zijn grote fans geworden van het spel. Ondertussen bepalen wetenschappers van het Center for Disease Control dat seksverslaving een ziekte is die epidemische proporties bereikt. Ze besluiten om schoolkinderen te testen voor de ziekte, en Kenny, Kyle en Butters zijn gediagnosticeerd als seksverslaafden. Kenny is gedood na wurgseks in een Batmanpak, terwijl Kyle en Butters zijn doorgestuurd naar een therapie voor seksverslaafden met als andere deelnemers Michael Douglas, Michael Jordan, Ben Roethlisberger, David Duchovny, Charlie Sheen, David Letterman, Bill Clinton, Billy Bob Thornton, Kobe Bryant, Eliot Spitzer, en Tiger Woods.
Bij het uitvoeren van een experiment op chimpansees, bepaalt de CDC dat geld op een of andere manier verantwoordelijk is voor het infecteren van mannen met seksuele verslaving. Zij leggen hun bevindingen voor aan president Barack Obama, die onthult dat een virus voor seksverslaving eerder naar de Aarde was gebracht door buitenaardse wezens. Hij begeleidt een SWAT-team op hun aanval op Independence Hall op zoek naar de "wizard alien" die verantwoordelijk is voor de seksverslavingsepidemie. Kyle vindt ook dat seksverslaving geen ziekte is, maar een natuurlijk mannelijk verlangen dat onder controle kan worden gehouden met de juiste discipline; daardoor suggereren anderen dat Kyle op de een of andere manier immuun is voor de "spell" van de wizard vreemdeling. Hij wordt naar Independence Hall gebracht, samen met Butters, en beide krijgen geweren van het SWAT-team. Op bevel van de SWAT-team, schieten Kyle en Butters de gekostumeerde officier dood en de "spell" is plotseling opgeheven. Woods kondigt aan dat hij is genezen van zijn seksverslaving, en de volgende incarnatie van zijn videogame richt zich opnieuw op golf. Cartman en Stan verwerpen de nieuwe game, en ze verkondigen dat "golf weer dom is."